# Krążowniki lekkie typu Southampton
Krążowniki lekkie typu Southampton – typ brytyjskich okrętów klasy lekkich krążowników okresu II wojny światowej, nazwany tak od głównego okrętu typu. Określa się je także mianem typu Town („miasta”). Zbudowano osiem jednostek, z czego trzy ostatnie ulepszone okręty oznaczane są także jako typ Gloucester lub 2. seria Town. Jako trzecią serię Town określa się dwa okręty typu Edinburgh, nie należące do typu Southampton.

## Historia powstania
Bezpośrednią przyczyną powstania krążowników typu Southampton była budowa przez Japonię bardzo silnych krążowników lekkich typu Mogami, uzbrojonych w 15 dział 155 mm (przebudowanych ostatecznie na krążowniki ciężkie). Jedyny w tym czasie nowoczesny typ lekkich krążowników brytyjskich Leander uzbrojony był w 8 dział kalibru 152 mm. Dlatego Brytyjczycy zdecydowali o budowie nowych krążowników uzbrojonych w 12 dział tego kalibru, w nowych trzydziałowych wieżach. Punktem wyjścia do projektu były lekkie krążowniki typu Amphion / Perth (rozwinięcie typu Leander z naprzemiennym układem siłowni). Wymiary okrętów powiększono, korzystając prawie w pełni z limitu wyporności standardowej 10.000 ton przewidzianego traktatem waszyngtońskim (w przeciwieństwie do japońskich okrętów, wartości tej nie przekroczono). Zmianie uległa sylwetka okrętów, głównie przez powiększenie nadbudówki dziobowej i wprowadzenie hangarów dla wodnosamolotów. Oprócz wzmocnienia uzbrojenia przez zastąpienie wież dwudziałowych trzydziałowymi, pogrubiono nieco opancerzenie i zwiększono jego powierzchnię. Wzmocniono też uzbrojenie przeciwlotnicze zgodnie z najnowszymi brytyjskimi standardami (podwójne działa 102 mm). W efekcie uzyskano udane okręty.
Ponieważ okręty otrzymały nazwy miast, określa się je jako typ Town (miasta), używane jest też określenie ich jako typ Southampton od nazwy pierwszego okrętu (określeniem Town nazywano też wcześniejszy typ krążowników z okresu I wojny światowej). Według zasadniczego projektu zbudowano pięć jednostek, a dalsze trzy według ulepszonego projektu, określanego jako podtyp Gloucester lub druga seria Town. Przy ogólnie takiej samej konstrukcji, wyeliminowano w nich słabość okrętów pierwszej serii w postaci słabego opancerzenia wież artylerii. Okręty nieznacznie poszerzono i zamontowano także mocniejszą siłownię, co skompensowało wzrost wyporności. Jako trzecia seria typu Town określane są dwa krążowniki następnego typu Edinburgh, który jednak został znacznie powiększony w stosunku do typu bazowego i dlatego stanowi odrębny typ.

## Okręty
| Nazwa                       | położenie stępki            | wodowanie                   | wejście do służby           | los                         |
| 1. seria Town (Southampton) | 1. seria Town (Southampton) | 1. seria Town (Southampton) | 1. seria Town (Southampton) | 1. seria Town (Southampton) |
| --------------------------- | --------------------------- | --------------------------- | --------------------------- | --------------------------- |
| Southampton                 | 21. 11. 1934                | 10. 03. 1936                | 06. 03. 1937                | zatopiony 11. 1. 1941       |
| Newcastle                   | 04. 10. 1934                | 23. 01. 1936                | 05. 03. 1937                | wycofany w 1959             |
| Sheffield                   | 31. 01. 1935                | 23. 07. 1936                | 25. 08. 1937                | wycofany w 1967             |
| Glasgow                     | 16. 04. 1935                | 20. 06. 1936                | 08. 09. 1937                | wycofany w 1958             |
| Birmingham                  | 18. 07. 1935                | 01. 09. 1936                | 18. 11. 1937                | wycofany w 1960             |
| 2. seria Town (Gloucester)  |                             |                             |                             |                             |
| Liverpool                   | 17. 02. 1936                | 24. 03. 1937                | 02. 11. 1938                | wycofany w 1958             |
| Manchester                  | 28. 03. 1936                | 12. 04. 1937                | 04. 08. 1938                | zatopiony 13. 8. 1942       |
| Gloucester                  | 22. 09. 1936                | 19. 10. 1937                | 31. 01. 1939                | zatopiony 22. 5. 1941       |

## Opis konstrukcji

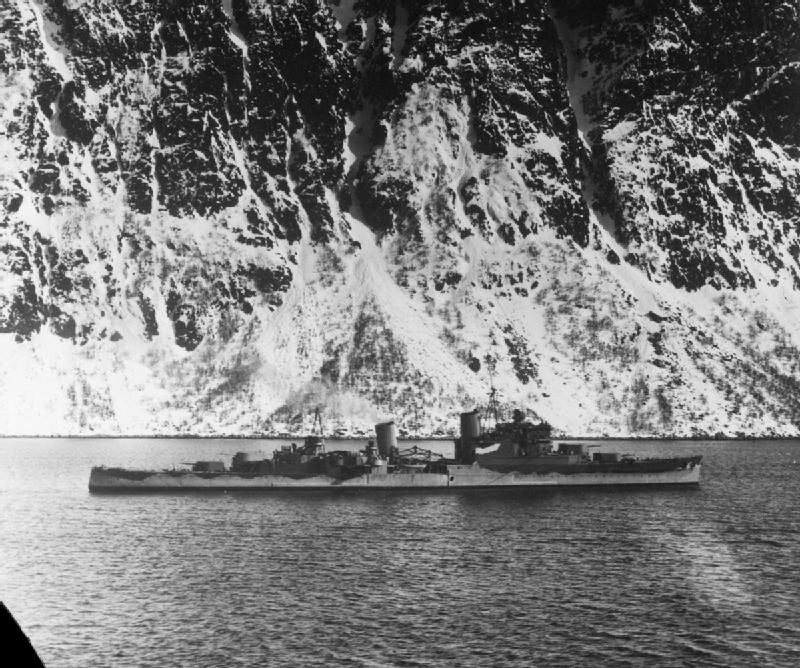
HMS „Southampton” w Norwegii

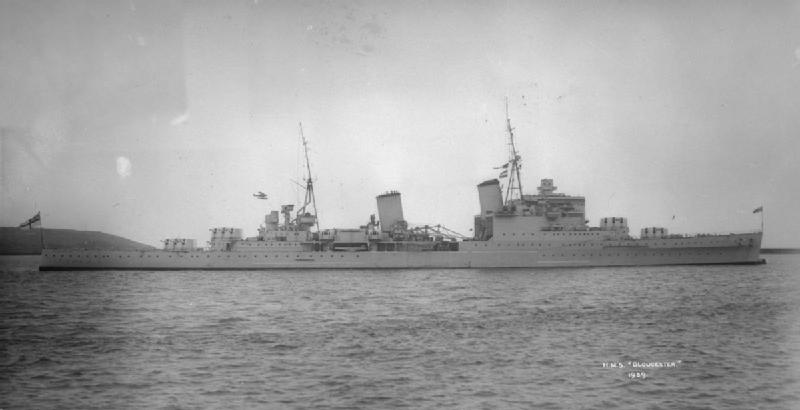
HMS „Gloucester”

Krążowniki typu Southampton wprowadziły konstrukcję i architekturę typową dla wszystkich późniejszych brytyjskich krążowników lekkich aż do ostatniego typu Tiger (z wyjątkiem jedynie przeciwlotniczego typu Dido i stanowiącej ślepą odnogę rozwoju trzeciej serii Town). Wyróżniała się ona bardzo masywną i rozbudowaną bryłą nadbudówki dziobowej, połączoną z kominem, za którą była przerwa w nadbudówkach przeznaczona na katapultę wodnosamolotu (na późniejszych typach – na łodzie ratunkowe), a za nią drugi, niższy komin. Późniejsze typy krążowników odróżniały się prostymi kominami, w miejsce pochylonych na typie Southampton.
Kadłub typu Southampton miał podwyższony pokład dziobowy przed nadbudówką dziobową. Na pokładzie dziobowym znajdowała się pierwsza wieża artylerii, tuż za nią druga na piętrze nadbudówki. Nadbudówka dziobowa była masywna, a jej rozmiary dodatkowo zwiększały wbudowane z tyłu w jej bryłę dwa hangary wodnosamolotów, po obu stronach komina. Ściany dolnego piętra nadbudówki, a wyżej hangarów, były połączone z burtami i stanowiły ich przedłużenie w górę. Sam pomost bojowy miał formę typową dla brytyjskich krążowników, zbliżoną do prostopadłościennej, z płaską przednią ścianą i odkrytym pomostem na górze. Za pomostem w bryle nadbudówki znajdował się trójnożny maszt i pierwszy komin, pochylony do tyłu dla zmniejszenia zadymiania mostka. Za bryłą nadbudówki znajdowała się zamontowana poprzecznie katapulta dla wodnosamolotów oraz dwa charakterystyczne dźwigi do ich obsługi. Dalej znajdowała się niska i długa nadbudówka rufowa, z drugim pochylonym kominem, stanowiskami artylerii przeciwlotniczej, drugim trójnożnym masztem i na końcu trzecią wieżą artylerii. Czwarta, ostatnia wieża stała na pokładzie rufowym za nadbudówką. Siłownia krążowników była zbudowana w układzie naprzemiennym, zwiększającym odporność na uszkodzenia bojowe.
Uzbrojenie główne stanowiło 12 dział kalibru 152 mm w nowo opracowanych wieżach trzydziałowych. Ich nietypową cechą było to, że środkowe działo było cofnięte o 76 cm. Masa wieży wynosiła 148 t w pierwszej serii i 185 t w drugiej serii Town. Uzbrojenie pomocnicze stanowiło 8 dział uniwersalnych 102 mm Mk XVI w podwójnych stanowiskach (szeroko rozpowszechnionych na brytyjskich okrętach), umieszczonych na śródokręciu, bliżej rufy, po dwa stanowiska na burtę. Lekkie uzbrojenie przeciwlotnicze początkowo było dość słabe, obejmujące dwa poczwórne stanowiska umiarkowanie skutecznych armat 40 mm („pom-pomów”) na dachach hangarów oraz dwa poczwórne wkm-y 12,7 mm plot. W toku wojny było ono zwiększane – w latach 1941–1942 na sześciu ocalałych okrętach zamieniono nieskuteczne wkm-y na 6-9 działek Oerlikon 20 mm, w 1943: 14-20 działek. Od 1944 dodawano na czterech krążownikach dalsze armaty 40 mm, kosztem zdjętej trzeciej wieży („X”) artylerii głównej i zmniejszenia liczby dział 152 mm do 9 (na „Birmingham” i „Sheffield” dodano 4 amerykańskie poczwórne stanowiska armat Bofors 40 mm, a na „Liverpool” i „Glasgow” 2-4 nowsze poczwórne i 4 pojedyncze „pom-pomy”, jedynie „Newcastle” ich nie otrzymał). W latach 1942–1945 usunięto także wyposażenie lotnicze z wszystkich pięciu ocalałych krążowników. Pełna wyporność po modernizacjach wzrosła do 12.190-12.330 ton.

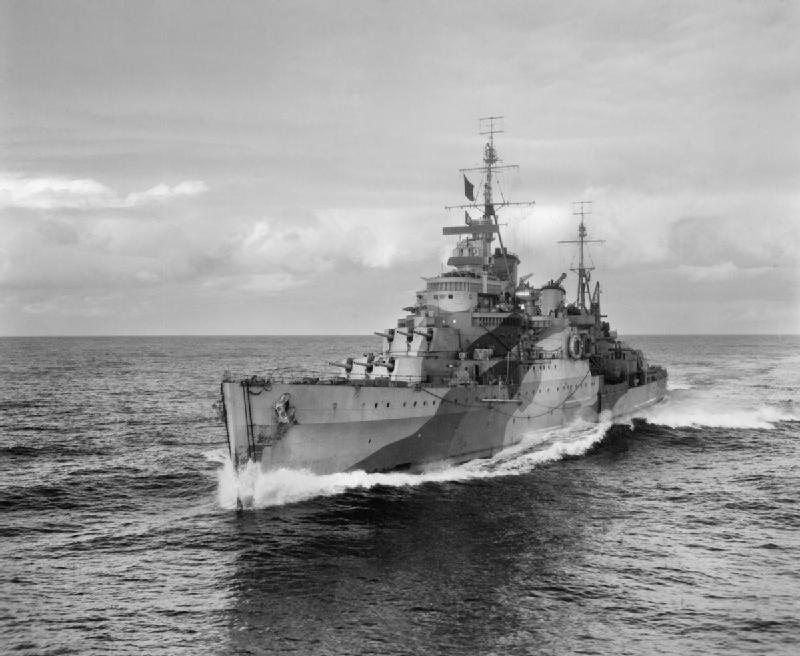
HMS „Liverpool”

Opancerzenie burt stanowił pas pancerny grubości 114 mm, chroniący jedynie długość siłowni okrętu. Rozciągał się on w rejonie linii wodnej na około połowie długości okrętu, a na samym śródokręciu sięgał w górę, do pokładu górnego (na ok. 1/4 długości kadłuba). Pancerz burt uzupełniało miejscowe opancerzenie komór amunicyjnych, w formie skrzyń o grubości pancerza 114 mm (25–51 mm od góry). Ogólnie, opancerzenie to zapewniało dobry stopień ochrony dla istotnych przedziałów. Opancerzenie poziome stanowił pokład pancerny 32 mm nad maszynownią (32–38 mm w 2. serii) i 32–38 mm nad maszyną sterową. Słabszą stroną było opancerzenie wież i barbet artylerii, grubości jedynie 25 mm, lecz polepszono je w drugiej serii Town do 102 mm z przodu i 51 mm po bokach.

## Dane techniczne
W nawiasach różnice dla 2. serii Town:
- wyporność:
  - standardowa: 9100 t (9400 t 2. seria)
  - pełna: 11.350 t (11.650 t 2. seria)
- wymiary:
  - długość całkowita: 180,3 m
  - długość na linii wodnej: 170,1 m
  - szerokość: 18,8 m (19 m 2. seria)
  - zanurzenie: 6,2–6,3 m
- napęd: 4 turbiny parowe systemu Parsonsa(inne języki) o mocy łącznej 75 000 KM (82 500 KM 2 seria), 4 kotły parowe Admiralicji, 4 śruby
- prędkość maksymalna: 32 w.
- zasięg: 12 100 mil morskich przy prędkości 12 w
- zapas paliwa: 1925-2070 t. mazutu (2 seria: 1950-2100 t)[2]
- załoga: 748 (800 2. seria) (w czasie wojny zwiększana)

Uzbrojenie i wyposażenie:
- 12 dział kalibru 152 mm Mk XXIII w wieżach trzydziałowych Mk XXII (4xIII)
  - długość lufy L/50 kalibrów (7620 mm), donośność maksymalna 23 300 m, kąt podniesienia 45°, masa pocisku 50,8 kg, zapas amunicji – 150-200 na działo, szybkostrzelność 5-6 strz./min[1]
- 8 dział uniwersalnych 102 mm Mk XVI w stanowiskach dwudziałowych Mk XIX przykrytych maskami (4xII)
- 8 działek przeciwlotniczych 40 mm Vickers Mk VIII w poczwórnych stanowiskach Mk VII (2xIV)
- działka przeciwlotnicze 20 mm Oerlikon (od 1941, dodawane podczas wojny)
- 8 wkm 12,7 mm plot (2xIV)
- 6 wyrzutni torpedowych 533 mm (2xIII)
- 2 wodnosamoloty Supermarine Walrus, katapulta

Opancerzenie:
- pas burtowy: 114 mm
- pokład pancerny nad maszynownią: 32 mm (2. seria: 32–38 mm)
- przednia i tylna gródź cytadeli pancernej: 63 mm
- komory amunicyjne: 114 mm (25–51 mm od góry).
- wieże i barbety: 25,4 mm (2. seria: 102–51 mm)